# Distrito electoral de Sandridge n.º 8
Sandridge No. 8 (en inglés: Sandridge No. 8 Precinct) es un distrito electoral ubicado en el condado de Menard en el estado estadounidense de Illinois. En el Censo de 2010 tenía una población de 157 habitantes y una densidad poblacional de 2,71 personas por km².

## Geografía
Sandridge n.º 8 se encuentra ubicado en las coordenadas 40°5′27″N 89°51′37″O / 40.09083, -89.86028. Según la Oficina del Censo de los Estados Unidos, Sandridge n.º 8 tiene una superficie total de 57.89 km², de la cual 57.6 km² corresponden a tierra firme y (0.5%) 0.29 km² es agua.

## Demografía
Según el censo de 2010, había 157 personas residiendo en Sandridge n.º 8. La densidad de población era de 2,71 hab./km². De los 157 habitantes, Sandridge n.º 8 estaba compuesto por el 100% blancos, el 0% eran afroamericanos, el 0% eran amerindios, el 0% eran asiáticos, el 0% eran isleños del Pacífico, el 0% eran de otras razas y el 0% pertenecían a dos o más razas. Del total de la población el 0.64% eran hispanos o latinos de cualquier raza.